# Cornwall
Cornwall (kornisk: Kernow) er et grevskab (county) i det yderste sydvestlige hjørne af England.
I det 20. århundrede har der været en genopblomstring af det lokale keltiske sprog kornisk.
Hovedbyen er Truro, mens den historiske hovedstad er Bodmin. Cornwall dækker over 3.563 km² inklusive Isles of Scilly, der befinder sig 45 km fra kysten. Befolkningen er på i alt 535.300 personer (2011). Turisme er den største indtægtskilde, og området hører stadig til blandt de fattigste i Storbritannien.
På den sydvestligste del af Cornwall ligger Land's End, som er Englands vestligste punkt.
Cornwall er blandt andet kendt for Project Eden, is og bagværk bestående af butterdej med forskellige former for fyld – den såkaldte Cornish Pasty.
Cornwall har et flag der er sort med et hvidt kors, kendt som St. Piran's Cross (Pirans kors). Sankt Piran er Cornwalls skytshelgen.

## Største byer
| #  | By                           | Indbyggertal | Indbyggertal |
| #  | By                           | 2001         | 2011         |
| -- | ---------------------------- | ------------ | ------------ |
| 1  | Redruth (inklusive Camborne) | 39,937       | 42,690       |
| 2  | Falmouth (inklusive Penryn)  | 28,801       | 31,988       |
| 3  | St Austell                   | 22,658       | 25,447       |
| 4  | Truro                        | 20,920       | 23,041       |
| 5  | Newquay                      | 19,562       | 20,189       |
| 6  | Penzance                     | 20,255       | 19,872       |
| 7  | Saltash                      | 14,124       | 15,566       |
| 8  | Bodmin                       | 12,778       | 14,614       |
| 9  | Helston                      | 10,578       | 12,184       |
| 10 | St Ives                      | 9,866        | 9,966        |
| 11 | St Blazey (inklusivePar)     | 9,256        | 9,958        |
| 12 | Liskeard                     | 8,478        | 9,237        |
| 13 | Launceston                   | 7,135        | 8,910        |
| 14 | Hayle                        | 7,844        | 8,210        |
| 15 | Torpoint                     | 8,633        | 7,717        |
| 16 | Bude (inklusive Stratton)    | 5,980        | 7,011        |
| 17 | Wadebridge                   | 6,222        | 6,599        |
| 18 | Callington                   | 4,048        | 5,786        |
| 19 | Looe                         | 5,280        | 5,112        |

## Seværdigheder
- Tintagel Slot var ifølge legenden hjemsted for Cornwalls sagnkonger, og kong Arthurs fødested.
- Land's End, Englands vestligste punkt
- Project Eden, kunstig biosfære
- Chysauster, oldtidsby fra den romerske periode
- National Maritime Museum, er Storbritanniens førende søfartsmuseum
- Mousehole, kendt som en af Englands smukkeste havnebyer
- Minack Theatre, friluftsteater lige ud til havet
- Mên-an-Tol, stensætning

## Natur
I 1959 blev 27 procent af Cornwall erklæret for et Område med enestående smuk natur.
Cornwall Area of Outstanding Natural Beauty består af 12 områder. De 11 ligger ved kysterne, mens Bodmin Moor ligger inde i landet.

## Fiktion
Wycliffe detektivromanerne, skrevet af W.J. Burley, foregår i Cornwall.
Den engelske tv-kanal filmatiserede i 90'erne 36 episoder af "Wycliffe", og de var optaget i Cornwall. Burley selv døde i sit hjem i Holywell nær ved Newquay på nordkysten af Cornwall .
En del af historien i Eidos Interactives Lara Croft Tomb Raider: Legend foregår i Cornwall.
Den utraditionelle surf-film Blue Juice med bl.a. Ewan McGregor er filmet i Cornwall.

## Kultur
En traditionel kornisk sport er kornisk hurling, der tidligere var udbredt i Cornwall. Selvom sportsgrenen i dag kun spilles enkelte steder ved særlige lejligheder, er den stadig kendt som en særlig kornisk tradition.

## Galleri
- Kirken i Bodmin
- Katedralen i Truro
- Kirken i St Germans